# 92
92 ou 92 d.C. (XCII na numeração romana) foi um ano bissexto na Era de Cristo, do século I que teve início em um domingo e fim numa segunda-feira, de acordo com o Calendário Juliano, e as suas letras dominicais foram A e G. Segundo o horóscopo chinês, foi o ano do Dragão.
| Ano completo                       |
| ---------------------------------- |
| Ano bissexto com início ao domingo |

## Eventos
- A legião romana XXI Rapax é aniquilada numa revolta na Panónia.